# Dracma (massa)

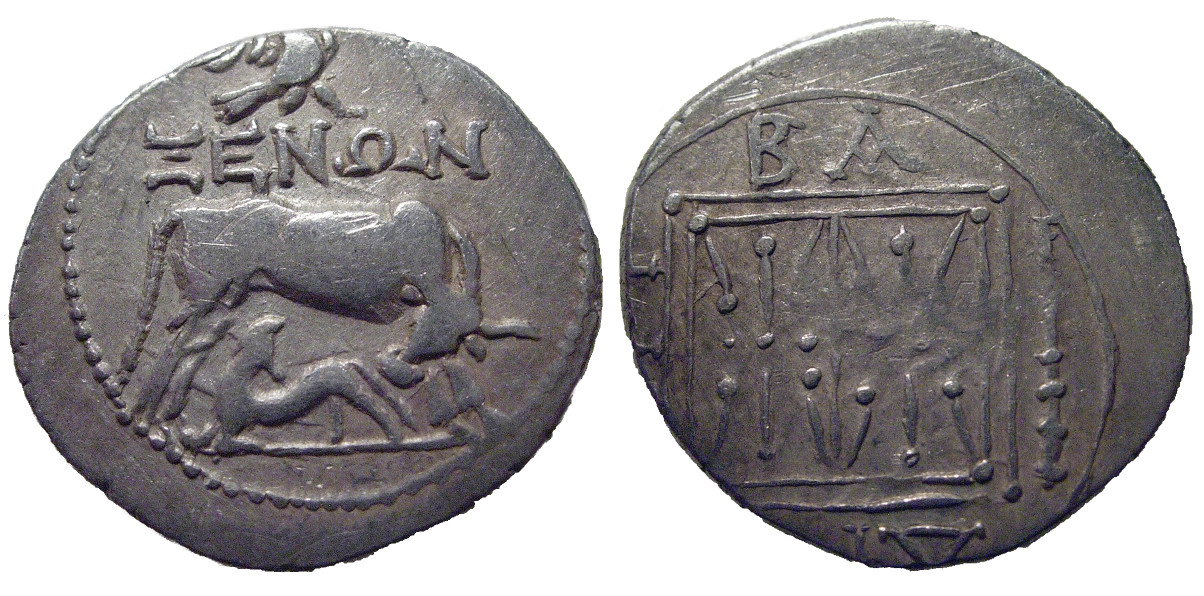
Um dracma de prata, datado de 229 AC.

O dracma - "dram" em inglês (grafia alternativa britânica "drachm"; símbolo do boticário ʒ ou ℨ; abreviado dr):C-6–C-7 é uma unidade de massa no sistema avoirdupois, e ambos uma unidade de massa e uma unidade de volume no sistema dos boticários.
O dracma era originalmente uma moeda e um peso na Grécia Antiga. A unidade de volume é mais corretamente chamada de "dracma de fluido", fluidram ou fluidracma (abreviado fl dr, ƒ 3 ou fʒ).:C-17

## Equivalências
O "dracma avoirdupois" é uma unidade de massa imperial que equivale a 1,7718451953125 gramas, e também a:
- 27,343749999961 grãos (27,34375 grãos)
- 0,062499999999912 onças avoirdupois (0,0625 onças)
- 0,0039062499999945 libras avoirdupois (0,00390625 libras)

O "dracma troy", usado na joalheria, equivale a 3,8879346 gramas, e também a:
- 60 grãos
- 2,5 pennyweights
- 0,125 onças troy
- 0,0104166666666666 libras troy